# Pseudoblastomeryx
Pseudoblastomeryx — вимерлий рід парнопалих ссавців з родини кабаргових (Moschidae), що жили в міоцені в Північній Америці (Каліфорнія, Небраска, Орегон, Південна Дакота, Вайомінг). Відомі види: Pseudoblastomeryx advena.